# Dylan – A Fool Such as I
Dylan – A Fool Such as I ist Bob Dylans dreizehntes Studioalbum. Es wurde im November 1973 von Columbia Records veröffentlicht.
Dylan wurde mit wenig Mitwirkung von Bob Dylan selbst produziert, da in erster Linie Outtakes von den Aufnahmen für die Alben Self Portrait und New Morning verwendet wurden. Das Erscheinungsdatum des Albums ging einher mit Dylans Wechsel von Columbia zu Asylum Records und der Ankündigung seiner ersten großen Tournee seit 1966.
Nach seiner Veröffentlichung wurde es als Versuch von Columbia Records gewertet, noch einmal möglichst viel Geld aus dem weggehenden Künstler zu schlagen oder sogar als eine Art „Rache“, weil man den Dylan-Absatzmarkt ausdünnte, da so nur zwei Monate vor der Veröffentlichung von Planet Waves ein neues Album erschien. Dylan besteht aus zwei Stücken, die während der Arbeiten zu Self Portrait, und sieben Stücken, die während der Arbeiten zu New Morning entstanden sind.
Auch deshalb erhielt das Album sehr verhaltene Kritik. Es erreichte Platz 17 der US-Albumcharts und wurde mit einer Goldenen Schallplatte ausgezeichnet. Es war das erste Dylan-Album, das es nicht in die britischen Charts schaffte, und das, obwohl seine Alben in Europa gewöhnlich erfolgreicher sind als in den USA.
Dylan ist eines der wenigen Alben, das in Nordamerika bislang nicht auf CD erschienen ist, allerdings ist es bei iTunes sowie auf Spotify als Download verfügbar. Das Album wurde in Europa im CD-Format unter dem Titel Bob Dylan (A Fool Such as I) veröffentlicht.

## Titelliste
Die Stücke 1 bis 7 wurden im Juni 1970 für New Morning, die Stücke 8 und 9 im April 1969 für Self Portrait aufgenommen.
Seite 1
1. Lily of the West (arrangiert von E. Davies, J. Peterson) – 3:44
2. Can’t Help Falling in Love (George Weiss, Hugo Peretti, Luigi Creatore) – 4:17
3. Sarah Jane (Dylan) – 2:43
4. The Ballad of Ira Hayes (Peter La Farge) – 5:08

Seite 2
1. Mr. Bojangles (Jerry Jeff Walker) – 5:31
2. Mary Ann (Traditional) – 2:40
3. Big Yellow Taxi (Joni Mitchell) – 2:12
4. A Fool Such as I (Bill Trader; fälschlich James Buford Abner zugeschrieben, der einen Gospelsong mit dem gleichen Titel verfasst hat) – 2:41
5. Spanish Is the Loving Tongue (Badger Clark, Billy Simon; alternative Aufnahme) – 4:13